# Charlie Siringo
Charles Angelo Siringo (Penisola di Matagorda, 7 febbraio 1856 – 18 ottobre 1928) è stato un investigatore, scrittore e avvocato statunitense.
Figlio di un immigrato genovese, la sua prima attività fu quella di cowboy. In seguito, condusse con un suo gruppo di uomini la caccia a Billy the Kid ma non partecipò personalmente alla cattura del bandito, perché le sue ricerche si erano indirizzate altrove. Conobbe personalmente Pat Garrett durante la messa all'asta, da parte dello sceriffo, della pistola del bandito ed in quell'occasione ricevette dallo stesso Garrett il racconto di come si erano svolti i fatti riguardo alla cattura di The Kid. Siringo lavorò come investigatore, per la Pinkerton National Detective Agency tra la fine del XIX secolo e l'inizio del XX secolo. Siringo fu il primo a scrivere sul West. Dei suoi libri, estremamente interessanti sulla vita del west della metà dell'800, A Texas Cowboy: or, Fifteen Years on the Hurricane Deck of a Spanish Pony è stato tradotto in italiano e pubblicato con il titolo Un Cowboy del Texas: Quindici anni di avventure a cavallo. Intorno al 1910, grazie alle esperienze vissute in prima persona,  C. A. Siringo fu il prezioso consulente a Hollywood nella realizzazione dei primi film del genere western.

## Opere
- A Texas Cowboy: or, Fifteen Years on the Hurricane Deck of a Spanish Pony. - Edited by Richard Etulain. - New York, New York: Penguin Books. - 2000. - ISBN 0140437517
- Un Cowboy del Texas: Quindici anni di avventure a cavallo (titolo originale A Texas Cowboy: or, Fifteen Years on the Hurricane Deck of a Spanish Pony) - 2016, Liberty Bell Edizioni (ISBN e-book: 9788894159974 - ISBN edizione cartacea: 9788894159950).
- A Cowboy Detective. - Lincoln, Nebraska: University of Nebraska Press. - 2006. - ISBN 0803291892
- Riata And Spurs The Story Of A Lifetime Spent In The Saddle As Cowboy And Ranger. - With Gifford Pinchot. - Kessinger Publishing. - 2004. - ISBN 1417910674
- — (1915). Two Evil Isms, Pinkertonism And Anarchism: By A Cowboy Detective Who Knows, As He Spent Twenty-Two Years In The Inner Circle Of Pinkerton's National Detective Agency. ISBN 1-4297-6551-8.